# Lạc

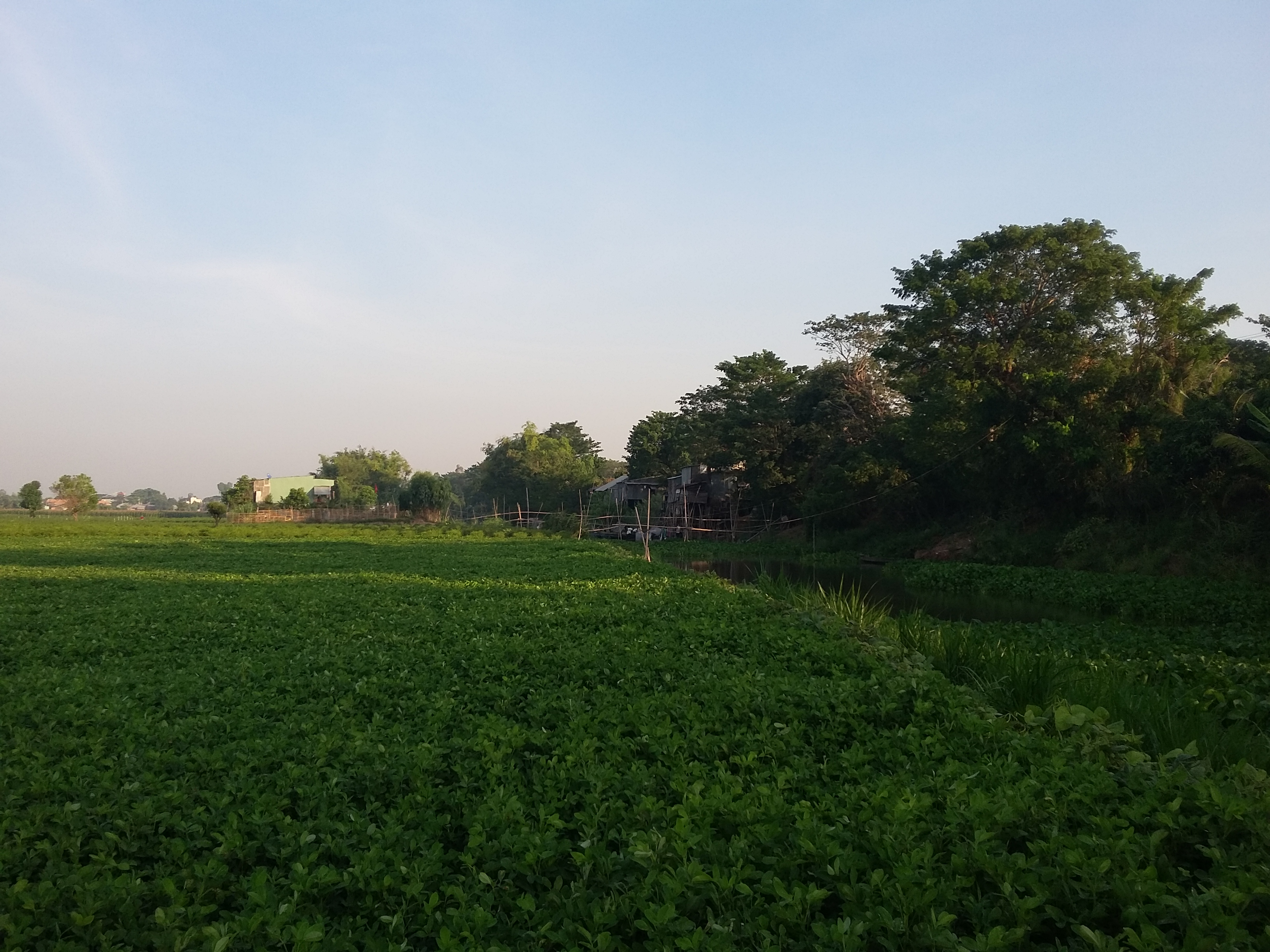
Ruộng Đậu phộng ở Phú Hữu, An Phú, An Giang.

Lạc (phương ngữ Miền Bắc) hay đậu phộng (phương ngữ miền nam) ) (danh pháp hai phần: Arachis hypogaea), là một loài cây thực phẩm thuộc họ Đậu có nguồn gốc tại Trung và Nam Mỹ. Nó là loài cây thân thảo hàng năm có thể tăng chiều cao từ 30–50 cm. Lá mọc đối, kép hình lông chim với bốn lá chét, kích thước lá chét dài 1–7 cm và rộng 1–3 cm. Hoa dạng hoa đậu điển hình màu vàng có điểm gân đỏ, cuống hoa dài 2–4 cm. Sau khi thụ phấn, quả phát triển thành một dạng quả đậu dài 3–7 cm, chứa 1-4 hạt (ánh), và quả (củ) thường giấu xuống đất để phát triển. Trong danh pháp khoa học của loài cây này thì phần tên chỉ tính chất loài có hypogaea nghĩa là "dưới đất" để chỉ đặc điểm quả được giấu dưới đất. Hạt lạc (ánh lạc) là loại thực phẩm rất giàu năng lượng vì có chứa nhiều lipid.

## Lịch sử
Loài cây này được khai hoang đầu tiên bởi cư dân vùng sông Paraguay và Parama ở vùng Chaco của Paraguay và Bolivia.

## Hình ảnh

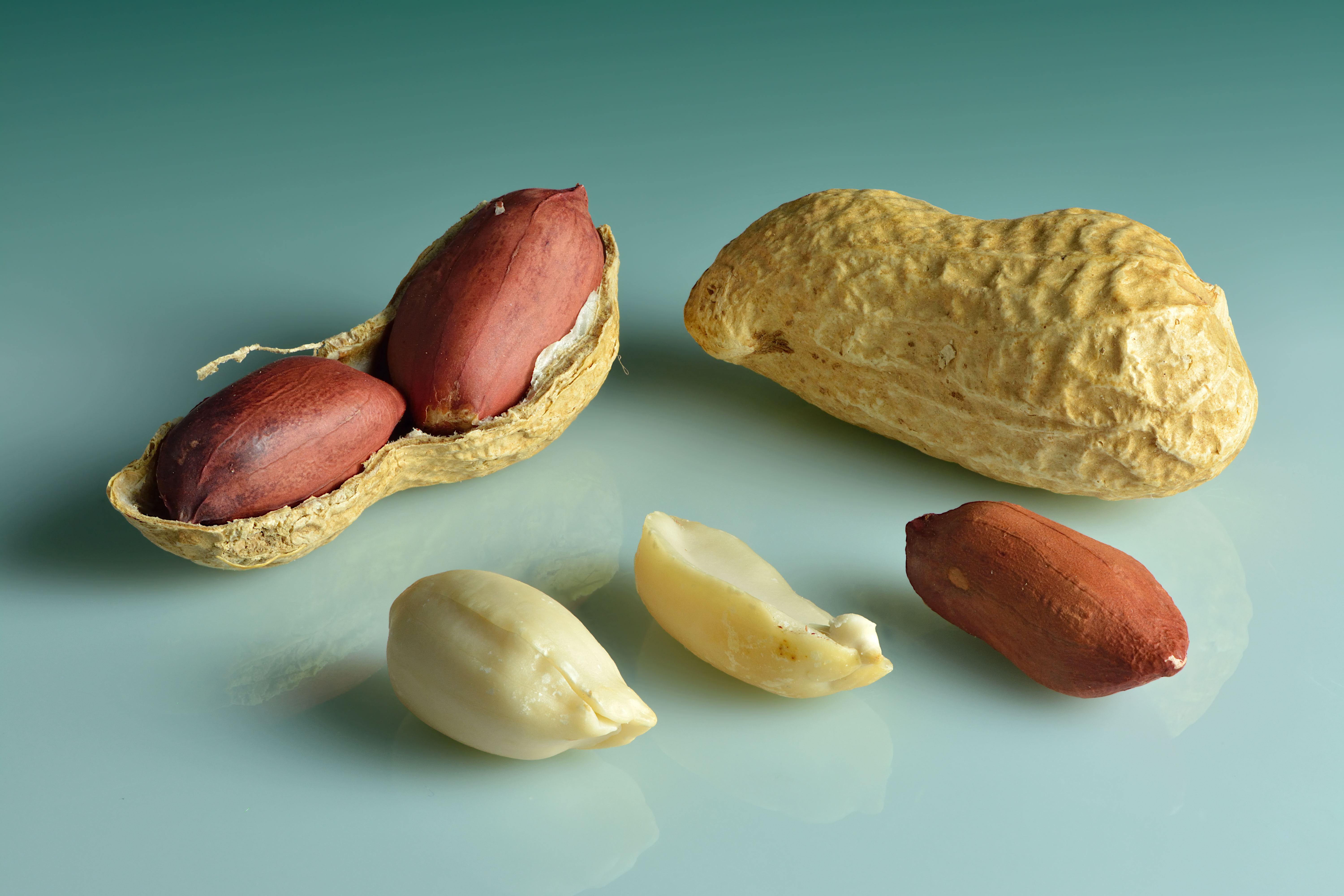
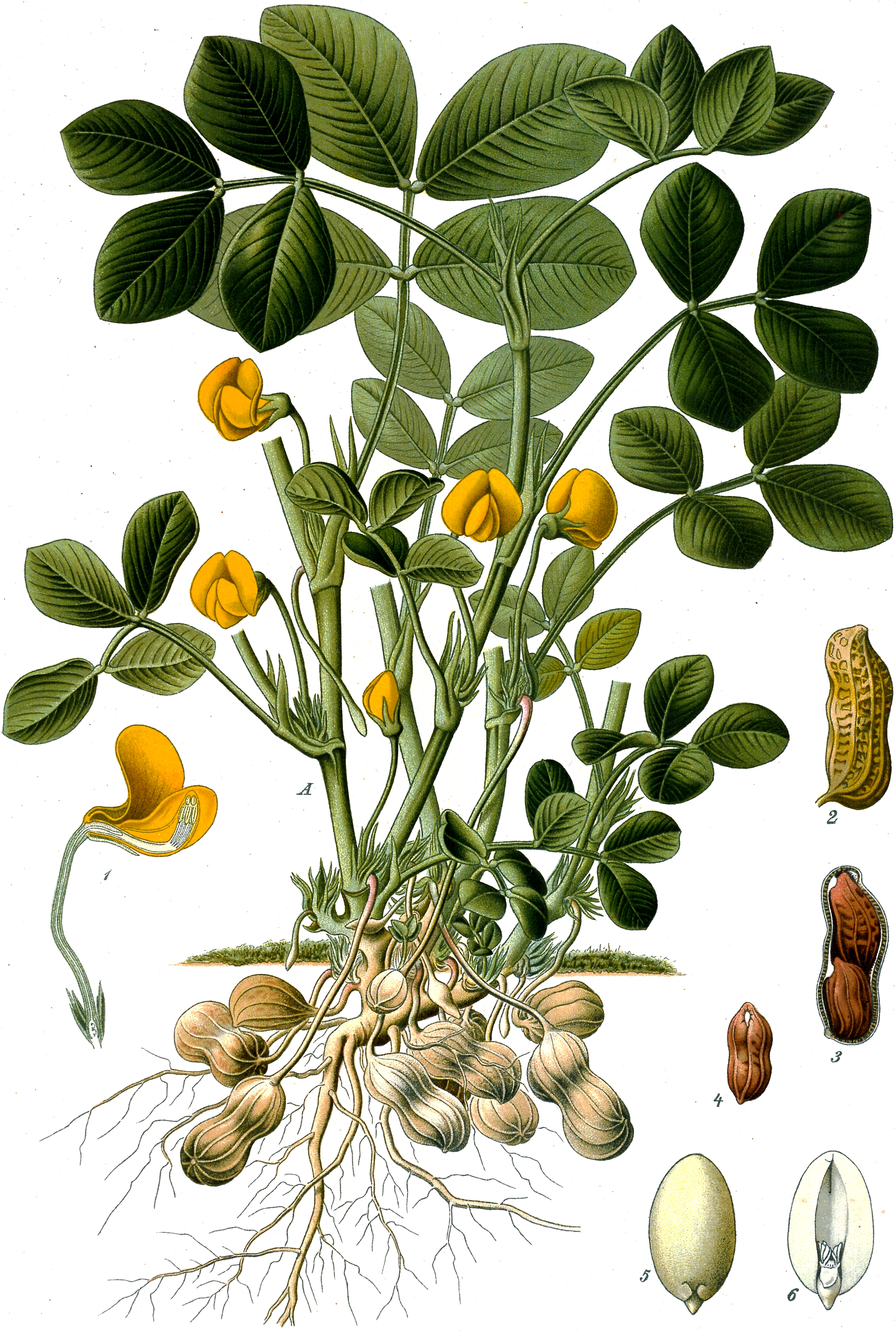
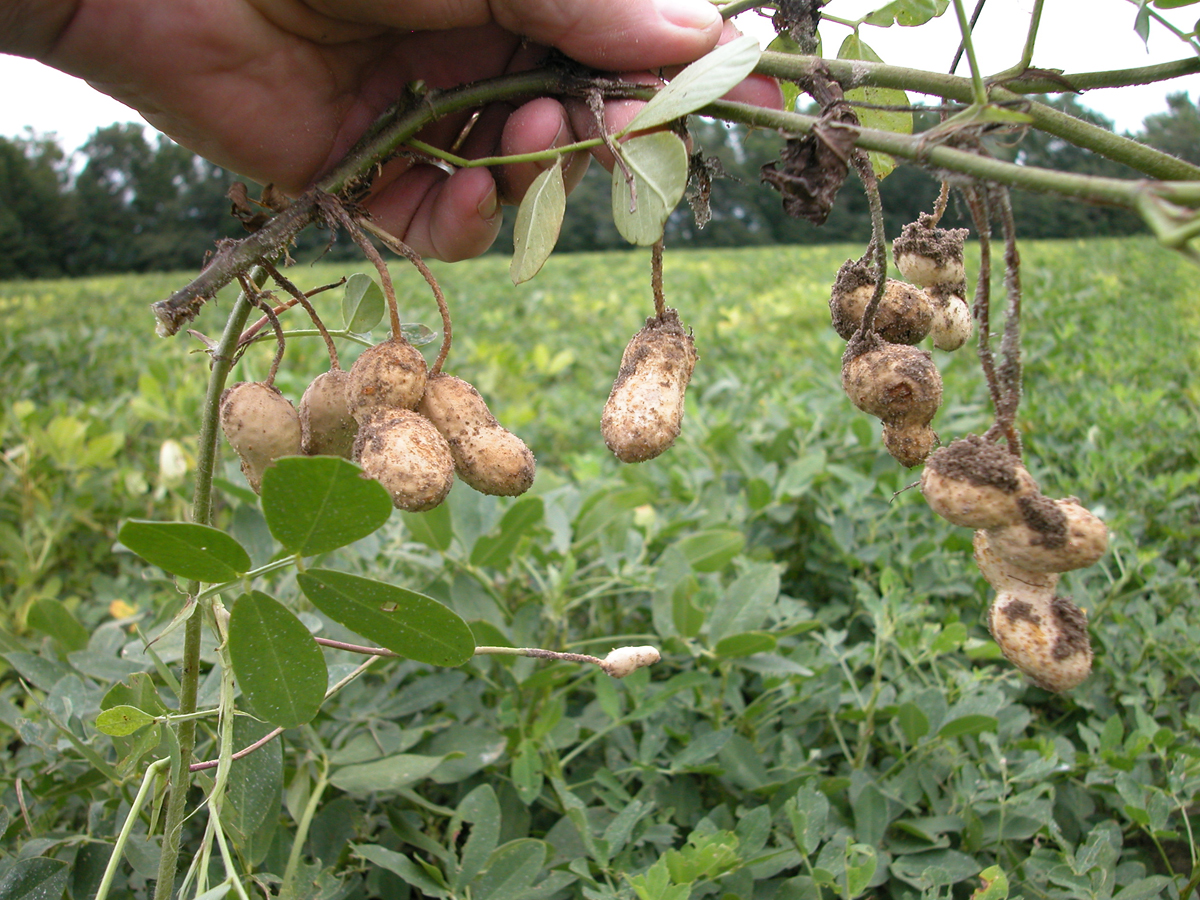
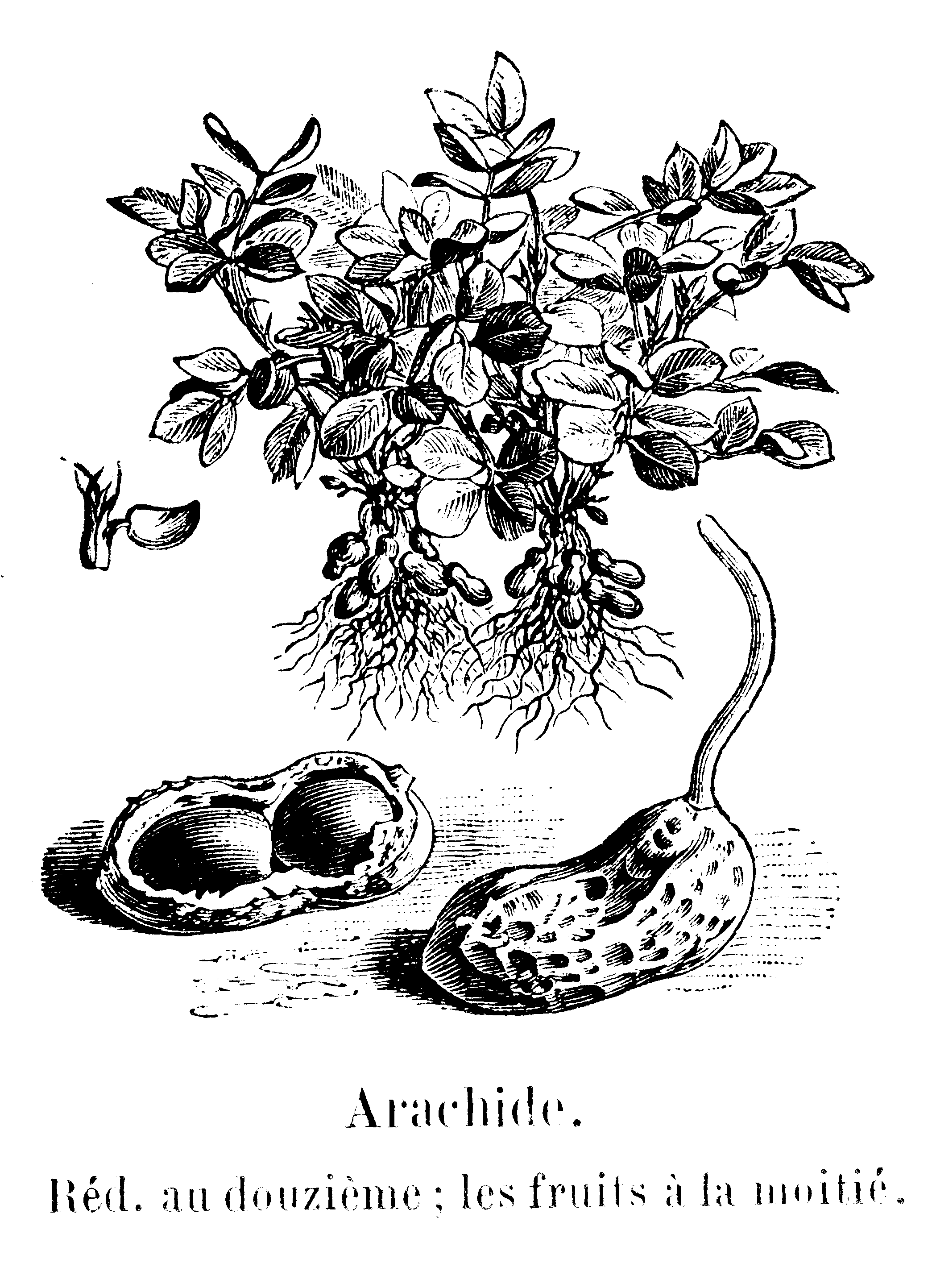
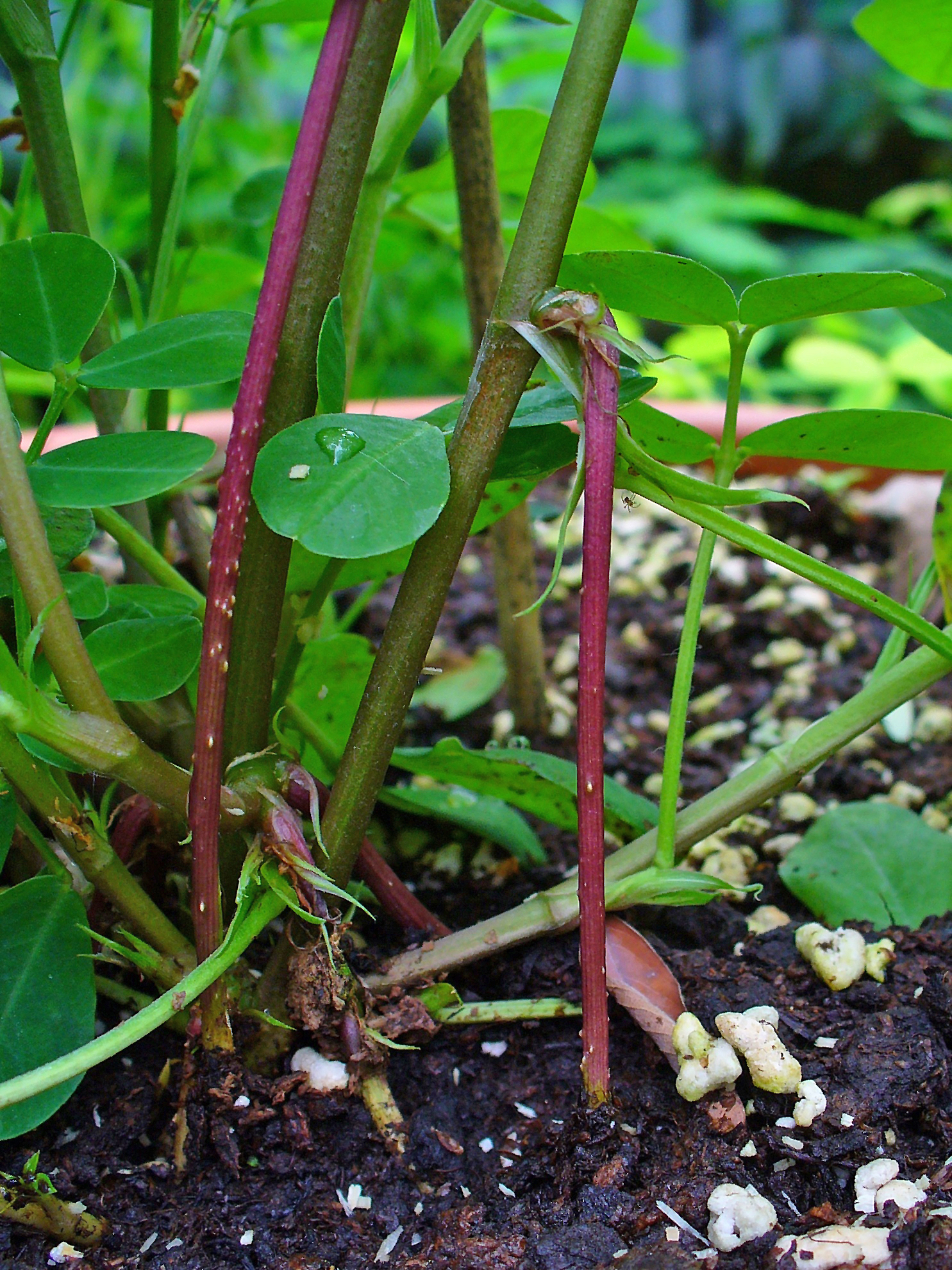
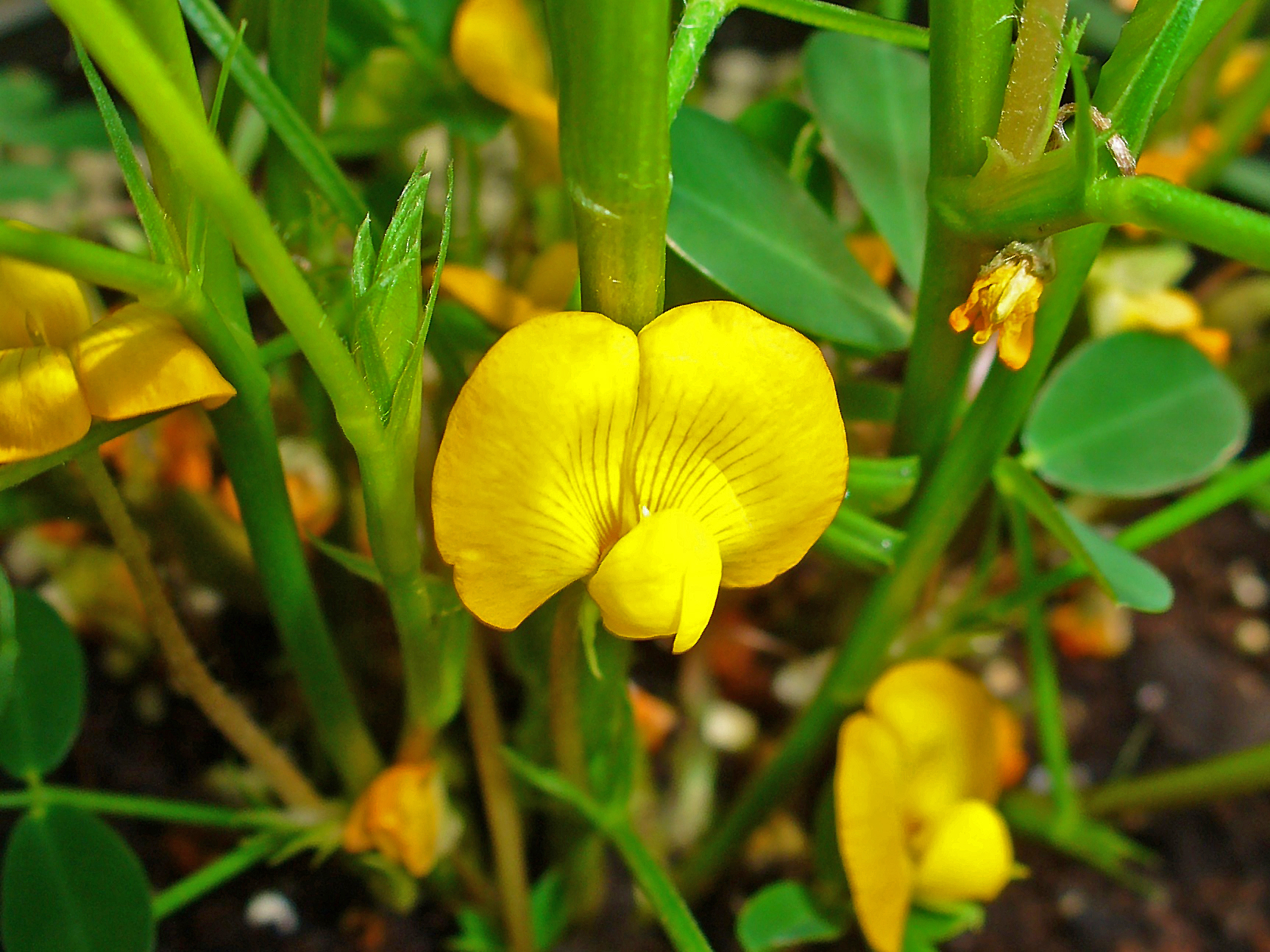

## Sản xuất
| 10 quốc gia hàng đầu sản xuất lạc (tính đến 11 tháng 6 năm 2008) | 10 quốc gia hàng đầu sản xuất lạc (tính đến 11 tháng 6 năm 2008) | 10 quốc gia hàng đầu sản xuất lạc (tính đến 11 tháng 6 năm 2008) |
| Quốc gia | Sản lượng (tấn)                                                  | Cước chú                                                         |
| --- | ---------------------------------------------------------------- | ---------------------------------------------------------------- |
| Trung Quốc | 13.090.000                                                       |                                                                  |
| Ấn Độ | 6.600.000                                                        | *                                                                |
| Nigeria | 3.835.600                                                        | F                                                                |
| Hoa Kỳ | 1.696.728                                                        |                                                                  |
| Indonesia | 1.475.000                                                        |                                                                  |
| Myanmar | 1.000.000                                                        | F                                                                |
| Argentina | 714.286                                                          |                                                                  |
| Việt Nam | 490.000                                                          | F                                                                |
| Sudan | 460.000                                                          | *                                                                |
| Tchad | 450.000                                                          | *                                                                |
| Thế giới | 34.856.007                                                       | A                                                                |
| F = FAO ước đoán, * = nguồn bán chính thức, C = nguồn ước tính A = nguồn tổng hợp (gồm sản lượng chính thức, bán chính thức và ước đoán); Nguồn: Food And Agricultural Organization of United Nations: Economic And Social Department: The Statistical Devision Lưu trữ ngày 19 tháng 6 năm 2012 tại Wayback Machine |                                                                  |                                                                  |